# MKVToolNix
MKVToolNix – zestaw oprogramowania do edycji plików w formacie Matroska, opublikowany na licencji GNU GPL. Jest przeznaczony dla systemów Microsoft Windows, Linux i macOS. Program wydawany jest w dwóch wersjach: 32- i 64-bitowej.
Program pozwala na przekształcanie do postaci MKV materiałów wideo w najpowszechniejszych formatach oraz dodawanie i łączenie w obrębie kontenera różnych filmów. Umożliwia także modyfikację i wyodrębnianie poszczególnych komponentów kontenera, takich jak ścieżka dźwiękowa, napisy i elementy graficzne, oraz ustawianie znaczników rozdziałów.